# Thouarcé
Thouarcé ist eine Ortschaft und eine Commune déléguée in der französischen Gemeinde Bellevigne-en-Layon mit 1.989 Einwohnern (Stand 1. Januar 2022) im Département Maine-et-Loire in der Region Pays de la Loire.
Mit Wirkung vom 1. Januar 2016 wurden die Gemeinden Champ-sur-Layon, Faveraye-Mâchelles, Faye-d’Anjou, Rablay-sur-Layon und Thouarcé zu einer Commune nouvelle mit dem Namen Bellevigne-en-Layon zusammengelegt. Die Gemeinde Thouarcé gehörte zum Arrondissement Angers.

## Geografie
Thouarcé liegt ca. 25 Kilometer südlich von Angers und ca. 30 Kilometer westlich von Saumur, am Fluss Layon, in den hier sein Zufluss Arcison einmündet.

## Bevölkerungsentwicklung
| Jahr      | 1962 | 1968 | 1975 | 1982 | 1990 | 1999 | 2008 | 2013 |
| Einwohner | 1602 | 1601 | 1498 | 1452 | 1546 | 1682 | 1820 | 1914 |

## Sehenswürdigkeiten

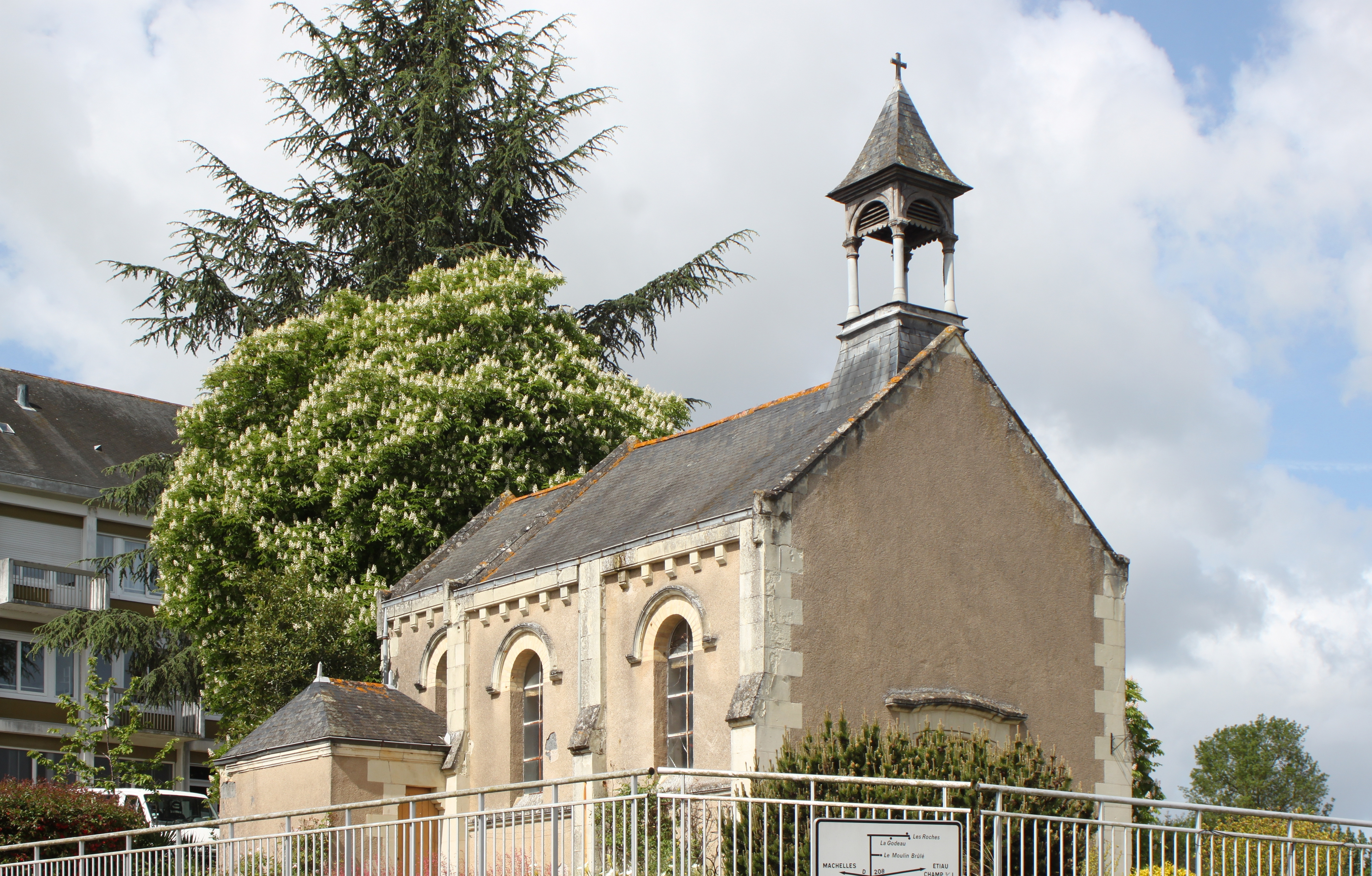
Hospitalkapelle

- Kirche Saint-Pierre
- Hospitalkapelle
- Schloss Gastines
- Schloss Fêle
- Schloss L'Assay
- Schloss Chandoiseau

## Weinbau
Thouarcé ist die Heimat eines der großen Dessertweine der Weinbauregion Loire: der Bonnezeaux. Gewisse Weine können aber auch als Chaume deklariert werden.